# Selma Lopes
Selma Maria Lopes (anhörenⓘ * 10. September 1928 in São Paulo) ist eine brasilianische Schauspielerin und Synchronsprecherin.

## Biografie
Lopes wuchs in São Paulo auf. Nach ihrem Schulabschluss absolvierte sie ab 1946 eine professionelle Schauspielausbildung. Sie wirkte bislang in mehr als 40 Film-und-Fernsehproduktionen als Schauspielerin vor der Kamera mit. In einigen Filmen betätigte sie sich als Kamerafrau. Sie wirkte auch am Theater in zahlreichen Rollen mit.
Lopes ist umfangreich als Synchronsprecherin aktiv. Sie vertonte im brasilianischen Portugiesisch zahlreiche Figuren in verschiedenen Animationsfilmen und Zeichentrickfilmen wie beispielsweise DuckTales – Neues aus Entenhausen, Dumbo, Mulan, Winnie Pooh, Pocahontas oder Looney Tunes. Sie ist seit Anfang der 1990er-Jahre (Staffel 1–8 und wieder seit Staffel 13) die brasilianische Synchronstimme von Marge Simpson in der Zeichentrickserie Die Simpsons sowie auch in Die Simpsons – Der Film. Sie war einige Jahre lang die Stammsprecherin von Whoopi Goldberg, Sigourney Weaver, Angela Lansbury, Julie Christie und Bette Davis.
Lopes ist verwitwet, hat eine Tochter und lebt in Rio de Janeiro.